# Anallely Olivares
Anallely Olivares Reyes (Ocoyoacac, 11 de octubre de 1990) es una política mexicana, presidente municipal de Ocoyoacac, dentro del periodo 2019-2021, por el partido Movimiento Regeneración Nacional.

## Biografía
Estudió la carrera de médico cirujano en la Universidad Autónoma del Estado de México (generación 2008 – 2014). Ejerció un tiempo como médico general por parte de una cadena de farmacias y posteriormente formó parte de la tripulación de las Ambulancias Aéreas Air One en el Estado de México; realizando traslados en una ambulancia aérea. 
Posteriormente inició sus estudios en ciencias políticas y gestión pública. Actualmente es maestrante de Administración Pública con Especialidad en Políticas y Gestión Pública por parte de la Universidad Anáhuac.

## Activismo político
En 2012 se integró al Movimiento de Regeneración Nacional  para realizar activismo social hasta su creación como partido político. Fue candidata a la cuarta regiduría en las elecciones del año 2015, por su partido. Posteriormente fue observadora ciudadana en el conteo de la defensa del voto de MORENA en el año 2017.
Fue fundadora de comités seccionales perteneciente al comité seccional 3838 en Ocoyoacac,  Estado de México. Participó como organizadora y brigadista  en la distribución del periódico Regeneración Nacional con militantes de su partido.